# Cailleville
Cailleville település Franciaországban, Seine-Maritime megyében. Lakosainak száma 247 fő (2022. január 1.). Cailleville Gueutteville-les-Grès, Manneville-ès-Plains, Néville, Pleine-Sève és Saint-Valery-en-Caux községekkel határos.

## Népesség
A település népességének változása:
| Lakosok száma | 272  | 268  | 276  | 264  | 262  | 262  | 257  | 252  | 247  |
|               | 2013 | 2015 | 2016 | 2017 | 2018 | 2019 | 2020 | 2021 | 2022 |